# MeseMoa.
MeseMoa.（めせもあ。）是以5人组成的日本男子偶像團體。剛開始活動時以10人组成的Musumen.名義開始活動。以投稿翻跳早安少女組的影片作為契機而結成，以及自主營運的形式進行活動。他們以在中野太陽廣場公演作為目標，並在2015年8月達成該目標。2017年2月3日，團體名字從Musumen.改成MeseMoa.。
Musumen.大多數單曲和專輯的作詞作曲都是由halyosy親手包辦。粉絲名稱為irumii(イルミィ)。
2015年11月23日，AOI（真名：今川碧海）在第28回JUNON SUPER BOY比賽中獲得評審特別獎。

## 成員

### 成員變遷表
| 成員     | 出道前                | Musumen.時期          | Musumen.時期          | Musumen.時期             | Musumen.時期                     | MeseMoa.時期          | MeseMoa.時期  |
| 成員     | 出道前                | 1st單曲               | 2nd單曲               | 3rd單曲～6th單曲 1st專輯 | 7th單曲～9th單曲 2nd專輯~4th專輯 | 1st單曲～13th單曲     | 至今          |
| -------- | --------------------- | --------------------- | --------------------- | ------------------------ | -------------------------------- | --------------------- | ------------- |
| AOI      | 2012年8月至今         | 2012年8月至今         | 2012年8月至今         | 2012年8月至今            | 2012年8月至今                    | 2012年8月至今         | 2012年8月至今 |
| 浮躁王子 | 2012年8月至今         | 2012年8月至今         | 2012年8月至今         | 2012年8月至今            | 2012年8月至今                    | 2012年8月至今         | 2012年8月至今 |
| Tomitake | 未加入                | 未加入                | 2013年4月至今         | 2013年4月至今            | 2013年4月至今                    | 2013年4月至今         | 2013年4月至今 |
| Nokkuso  | 2012年8月至今         | 2012年8月至今         | 2012年8月至今         | 2012年8月至今            | 2012年8月至今                    | 2012年8月至今         | 2012年8月至今 |
| 野崎便當 | 2012年8月至今         | 2012年8月至今         | 2012年8月至今         | 2012年8月至今            | 2012年8月至今                    | 2012年8月至今         | 2012年8月至今 |
| K'suke   | 2012年8月至10月       |                       |                       |                          |                                  |                       |               |
| Asupara  | 2012年8月至2013年5月  | 2012年8月至2013年5月  |                       |                          |                                  |                       |               |
| Zeararu. | 2012年8月至2017年1月  | 2012年8月至2017年1月  | 2012年8月至2017年1月  | 2012年8月至2017年1月     | 2012年8月至2017年1月             |                       |               |
| 白服     | 2012年8月至2023年12月 | 2012年8月至2023年12月 | 2012年8月至2023年12月 | 2012年8月至2023年12月    | 2012年8月至2023年12月            | 2012年8月至2023年12月 |               |
| 二番煎じ | 2012年8月至2023年12月 | 2012年8月至2023年12月 | 2012年8月至2023年12月 | 2012年8月至2023年12月    | 2012年8月至2023年12月            | 2012年8月至2023年12月 |               |
| Forgeru  | 2012年8月至2023年12月 | 2012年8月至2023年12月 | 2012年8月至2023年12月 | 2012年8月至2023年12月    | 2012年8月至2023年12月            | 2012年8月至2023年12月 |               |
| Nichan   | 2012年8月至2014年1月  | 2012年8月至2014年1月  | 休養                  | 2015年8月至2023年12月    | 2015年8月至2023年12月            | 2015年8月至2023年12月 |               |

### 現任成員
| 藝名          | 藝名                      | 暱稱                   | 出生日期      | 顏色擔當 | 國籍 | 備註        |
| 日文          | 翻譯                      | 暱稱                   | 出生日期      | 顏色擔當 | 國籍 | 備註        |
| ------------- | ------------------------- | ---------------------- | ------------- | -------- | ---- | ----------- |
| 気まぐれﾌﾟﾘﾝｽ | 浮躁王子(Kimagure Prince) | Pun碳、Pun醬、Kimapuri | 1月7日        | 水藍     | 日本 | 第二代隊長  |
| あおい        | Aoi                       | AOI君、AOI醬、可愛糖   | 1999年1月30日 | 紅       | 日本 | 最年少成員  |
| とみたけ      | Tomitake                  | Tomi碳                 | 7月23日       | 淺粉     | 日本 | 唯一2期成員 |
| ノックソ      | Nokkuso                   | Nokkun                 | 10月26日      | 紫       | 日本 | -           |
| 野崎弁当      | 野崎便當(Nozaki Bento)    | Bentosu、野崎桑        | 1986年4月28日 | 棕       | 日本 | 最年長成員  |

### Musumen.的前成員
| 藝名       | 藝名        | 暱稱                             | 出生日期      | 顏色擔當 | 國籍 | 備註                                                                                              |
| 日文       | 翻譯        | 暱稱                             | 出生日期      | 顏色擔當 | 國籍 | 備註                                                                                              |
| ---------- | ----------- | -------------------------------- | ------------- | -------- | ---- | ------------------------------------------------------------------------------------------------- |
| けーすけ   | K'suke      | 先生                             | 6月           | 藍       | 日本 | 畢業後，擔任隊中的編舞及舞蹈指導等後勤職位。和AOI在舞蹈方面為師徒關係、並在「先生と僕」中擔當先生 |
| あすぱら   | Asupara     | Assu                             | 6月           | 粉紅     | 日本 | -                                                                                                 |
| ぜあらる。 | Zeararu.    | Ze醬、社長                       | 1988年7月13日 | 橙       | 日本 | 畢業後，擔任幕後支援，原名為篠原裕之 2017年5月1日，創立株式会社DD                                 |
| 白服       | Shirofuku   | Shiroro、Kimomo、白服桑、Shiro桑 | 10月16日      | 黃       | 日本 | 第一代隊長                                                                                        |
| 二番煎じ   | Niban Senji | Senji君、二番君、二煎子、煎二次  | 9月14日       | 翡翠绿   | 日本 | 身高最高成員                                                                                      |
| フォーゲル | Forgeru     | Geru碳                           | 8月7日        | 綠       | 日本 | -                                                                                                 |
| にーちゃん | Nichan      | 尼醬、兄上                       | 7月13日       | 桃紅     | 日本 | 2014年1月4日宣布活動休止 2015年8月16日回歸團體。                                                  |

### 派生組合
夢之Musumen.
由已經畢業的K'suke、Asupara加上巫覡夜徒，組成的派生組合。根據本人的意願，會隨時加入Musumen.的活動中作出支援。活動的內容沒有特別的限制，是自由成員。
Traffic Light.
日文名是「トラフィックライト。」，2016年8月成立的分隊，唱片公司是勝利娛樂。
組合成員有擔任紅色的AOI（本名：今川碧海)，黃色的白服（藝名：白瀬裕大）擔任副隊長以及藍色的浮躁王子（藝名：水貴智哉）擔任隊長。
2016年11月16日，發售首張單曲。2017年8月2日，發售首張EP專輯。

## 經歷

### 2012年
- 3月30日，白服（日语：白服）在與爆笑コメディアンズ（日语：爆笑コメディアンズ）共同主持的節目“星期五nico radio”最後一集中收到了来自早安少女组的铃木香音的影片訊息，表示希望他能夠翻跳《戀愛獵人》[4]。
- 5月10日，在niconico動畫投稿了戀愛獵人的翻跳影片[5]。
- 8月18日，在「NicoNico Dance Master4～生でニコニコいかせて！～」中以morning musumen.的名義參加表演了戀愛獵人。這是他們第一次出演活動。
- 10月10日，在niconico動畫和youtube投稿了非常興奮 Take a chance的翻跳影片。[6]。這個作品之後，K'suke從組合中畢業，以morning musumen.的舞蹈指導作為中心工作在後臺支援。

### 2013年
- 3月9日，在niconico動畫投稿了「WarCry～假裝是偶像有什么不好！～」[7]，这是他们第一首原創曲目。
- 3月24日，在大阪amhall舉行第一次的單獨公演「Musumen.單獨公演～假裝是偶像有什么不好！～」。
- 4月27、28日，出演「NicoNico超Party Ⅱ」，在27日的超Party中Asupara從組合中畢業。
- 4月27日，首張單曲『War Cry 〜アイドル気取りで何が悪い！〜』發售。
- 4月29日，在birth新宿舉行「Musumen.迷你單獨公演～in東京～」。Tomitake作为新增成員加入。并且巫覡夜徒作为dream morning musumen.加入。
- 5月2日，在niconico動畫和youtube投稿了One·Two·Three的翻跳影片[8]，這是Asupara參加的最後的翻跳影片。
- 8月7日，第二張單曲『サマー☆ビーナス 〜真夏のアイドル〜』發售。
- 8月11日，報名參加了『SUMMER SONIC 2013「出れんの!?サマソニ!?」』[9]。
- 8月18日，出演「Nico Nico D@nce M@ster FINAL」。加上Tomitake以10人的陣容表演了「假装是偶像有什么不好！」[10]。
- 10月至14年1月在全國4個地方（大阪、福岡、名古屋、東京）進行第一次的巡迴演出「むすめん。単独ツアー～なりきりっ☆男子ING～」。
- 10月19日，在巡迴演出的大阪公演中宣佈浮躁王子成為組合的副隊長。同時，野崎便當宣佈要逐漸棄用茶色假髮而以真髮亮相活動。

### 2014年
- 1月4日，第三張單曲『たじたじ＊ファンタジー 〜君のアイドルになりたくて〜』發售。同日，單獨巡迴演出最後一場上，Ni-chan宣佈活動休止。
- 4月1日，在niconico生放送中宣佈：在Zepp Diversity 舉辦東京公演；發表將要發售第一張專輯的消息。另外為了更加方便進行Musumen.的活動，住在關西的浮躁王子和Zeararu.，以及住在北海道的Tomitake都會和住在東京的白服（日语：白服）一起開始在東京的合租公寓生活。
- 4月26日，首張專輯『Wonder Dream』發售。
- 4月26日及27日出演「NicoNico 超Party Ⅲ」，表演The☆Pea～ce!的時候，石川梨華作为驚喜嘉賓登場[11]。和本家早安少女組。的畢業成員共同完成演出。
- 6月14～9月6日，在全國11個都道府縣舉行「むすめん。全国巡演 2014 〜夏☆彡MEETING!会いドル気取り真っ最chu♡〜」
- 8月17日，AOI和Tomitake出演中國的「深圳UF動漫遊戲嘉年華」並舉行簽名會。
- 8月23日，第四張單曲『Honey Bee』發售。
- 9月12～14日，Musumen.全員（除Forgeru和野崎便當外）參與Tokyo Crazy Kawaii in Taipei的舞台演出。
- 9月20日，AOI和Tomitake出演「2014第二屆Bilibili線下Live」。
- 10月2日及3日，白服（日语：白服）、AOI、浮躁王子出演「CIAA中國昆山國際動漫藝術博覽會」，並在2日的活動中舉行粉絲見面會。

### 2015年
- 1月2日，第五張單曲『Rabbit Jump!!』發售。同日，在Zepp DiverCity舉行單獨公演。在公演中以驚喜形式對成員和觀眾發表同年8月16日在中野太陽廣場舉行公演的消息。
- 3月14日，白服（日语：白服）、AOI、浮躁王子、Tomitake、Niban Senji出演中國的「BiliBili Macro Link 2015廣州站」，Niban Senji是代替因突發神經性耳聾而無法出演的Zeararu.。
- 3月21日，Musumen.以全員9人陣容在中國上海舉行首場海外單獨公演。
- 3月25日～28日，Musumen.舞台劇「INNOCENT BOYS」上演。然而Zeararu.因突發神經性耳聾而無法演出，其角色由Asupara代演。
- 4月25日，第二張專輯『2222』發售。
- 5月4日，白服（日语：白服）、AOI、浮躁王子出演中國的「BiliBili Macro Link 2015成都站」。
- 5月16日～8月1日，在包括沖繩在內的全國14個地方舉行夏季巡迴演唱會。
- 6月20日，出演日本電視台的「Zoom In！！Saturday」的男子偶像組合特輯（一個日本國內的手機電視節目）。
- 7月26日，第六張單曲『Chameleon Color』發售。
- 8月16日，『むすめん。全国ツアー2015夏 ファイナルSP 〜Dream of 2222〜』達成了組合一直夢想在中野太陽廣場舉行公演的夢想。公演中石川梨華以驚喜的形式出演[12]。另外，對成員來說的驚喜有：
  - ①2016年在全國47個都道府縣舉行巡迴演出。
  - ②成立官方Fan Club
  - ③舉行「Chameleon Color」的發售紀念追加合影會
  - ④8月20日出演「ETA日本武道館」。
  - ⑤發表在10月份開始於埼玉電視台開展冠名番組節目[13]。同日，一直活動休止的成员Ni-chan再次開始參與活動。從這一天的中野太陽廣場公演開始，Musumen.再度以10个人的形式繼續活動。
- 10月3日，番組節目在埼玉電視台開始放映。第1、2集播映的时候是以「むすめん。」作为節目名稱，第3集開始節目名稱改為「むすたま。」。
- 11月19日，在「OTODAMA 空FES 2015 ～冬，與天空最接近的祭典～」中，與原早安少女組。的田中麗奈為隊長的樂隊LoVendoЯ進行共同演出。
- 12月23～12月27日，在神奈川和大阪的Harmony Hall座間（日语：ハーモニーホール座間）、森之宮Piloti Hall（日语：森ノ宮ピロティホール）舉行冬季迷你巡迴演出「むすめん。感謝祭2015冬～Re:START～」。
- 12月23日，第七張單曲『灼熱！鬼ヶ島DANJI』發售。

### 2016年
- 1月2日，AOI、浮躁王子、Ni-chan出演在中國的「廣州螢火蟲動漫遊戲嘉年華」。
- 1月22～24日，Musumen.全員（除因半月板受傷的Zeararu.以外）出演泰國曼谷的Japan Expo Thailand中Tokyo Crazy Kawaii的舞台演出。
- 3月23日，AOI宣佈以Musumen.活動優先的前提下加入砂岡事務所。同日，野崎便當从北海道搬到东京，除了Nokkuso之外，全部成員都住在東京內。
- 4月2日，第三張專輯『Thanks!』發售。
- 4月9日，開始舉行『Musumen。全国47都道府県巡回演唱会〜Thanks!〜』。
- 7月2日，Zeararu.在『Musumen。全国47都道府県巡回演唱会〜Thanks!〜』的神奈川公演上宣布畢業。
- 7月5日，白服（日语：白服）、AOI以及Kimagure王子在電台節目《コーナーレギュラー》的东京MX規定广播《みんなでつくる みんチャン！》，负责歌唱片尾主題曲。
- 8月4日，白服（日语：白服）、AOI以及浮躁王子，三人成立子團「信號機。」（トラフィックライト。）[14]。
- 8月6日，第八張單曲『新鮮！竜宮城RENBO』發售。
- 11月16日、子團「Traffic Light.」的出道单曲『Dance Dance!! / Traffic Jam』發售。在公信榜周獲得第9位。

### 2017年
- 1月7日，第九張單曲『着陸！月面ZENBU』發售。B面曲是Zeararu.的solo曲。
- 1月8日，『Musumen.全国47都道府県ツアー 〜Thanks!〜』的岩手公演上，發表即將更改團體名稱一事。
- 1月22日，精選專輯『むすめん。』發售，同日，『Musumen.全国47都道府県ツアーファイナル ぜあらる。卒業～Special Thanks!～』上，Zeararu.正式畢業。
- 2月3日，團體名字從Musumen.改成MeseMoa.。
- 4月7日，Ni-chan在電台FM-FUJI的節目『ぜあらる。のお雑談RADIO Returns！』當MC。
- 4月13日，官方YouTube發布歌曲《Shadow Kiss》的MV獲得關注，MV中成員們展現壁咚Kiss，額頭Kiss，耳朵Kiss，大腿Kiss等各種Kiss[15]。
- 4月29日，MeseMoa.名義的首張專輯『Secret』發售。
- 5月1日，原成員Zeararu.以原名『篠原裕之』創立經紀唱片公司株式會社DD，並將MeseMoa.隸屬旗下。
- 8月26日，首張單曲『Muddy Water』發售。
- 12月31日，第二張單曲『New Sunshine』發售。

### 2018年
- 5月3日，第三張單曲『Flower Wind』發售。同日，開始舉行『全国TOUR2018「Maze No.9」第一弾』
- 5月19日，受邀前往德國漫展DoKoMi(ドコミ)
- 7月29日，開始舉行『全国TOUR 2018「Maze No.9」第二弾』
- 8月25日，第四張單曲『大逆転ディーラー』發售。
- 12月24日，在Tokyo Dome City Hall舉行『MeseMoa.全国TOUR 2018「Maze No.9」Final』

### 2019年
- 1月29日，第二張專輯『It's Showtime』發售。
- 4月26日，第五張單曲『平成パラダイムチェンジ』發售。
- 4月27，28日，出演「ニコニコ超会議2019」，並由浮躁王子擔當超舞蹈比賽2019中的評審。
- 4月26日~28,30日，5月4日~6日，出演肉fes2019與餃子fes2019。
- 6月8日，受邀前往德國漫展DoKoMi(ドコミ)。
- 8月4日，在橫濱國際平和會議場舉行『Ch8～チャンネル8～』最終場。
- 10月4日，第六張單曲『真逆の糸』發售。
- 11月1日起至12月，舉行MeseMoa. LIVE TOUR 2019「TIME TRAVEL.6」。

### 2020年
- 2月28日，第七張單曲『烏合之衆』發售。
- 6/27起至8/28，舉行MeseMoa. LIVE TOUR 2020「GALAXY.5」。
- 11月27日，第八張單曲『アワアワ』發售。

### 2021年
- 2月12日，第三張專輯《Solo move》發售。
- 4月29日，在幕張展覽館舉行『MeseMoa.単独ライブ2021幕張メッセContinue～強くてニューゲーム～』。
- 4月29日，第四張專輯《LOST NUMBER》發售。
- 8/24起至9/24，舉行2021 夏季巡迴演唱會 「LOVE BLOOD」。
- 11月7日，第九張單曲『殺生石セッション』發售。

### 2022年
- 4/16起至5/4，舉行2022 春季巡迴演唱會 「アイドル気取りで何が悪い！～MeseMoa.ハウスへようこそ～」
- 5月4日，宣布將於2023年3月14日舉辦日本武道館公演。
- 5月26日，第十張單曲『カラメテ』發售。
- 6月16日，白服與Forgeru宣布將於2023年底畢業，Niban Senji、Nichan將在武道館公演結束後暫停活動，並在活動再開後決定去留。
- 11/9起至12/18，舉行2022 冬季巡迴演唱會 「MeseMoa.10周年ツアー冬 〜シングルコレクション〜」
- 11月15日，第十一張單曲『イイコノママデ』發售。

### 2023年
- 3月14日，在日本武道館舉行『MeseMoa.日本武道館公演2023「Messa9e More」』，並在公演中發表將於同年12月8日在橫濱體育館舉行白服與Forgeru的畢業公演。
- 5/6起至6/25，舉行巡迴演唱會「ロクブンノキュウ」
- 6月28日，宣布Niban Senji、Nichan將與白服及Forgeru在同年12月8日在橫濱體育館舉行的公演後一同畢業。[16]
- 7月29日，第十二張單曲『銀河系クラシック』發售。
- 7/29起至12/8，舉行巡迴演唱會 「イルミラクル」
- 11月4日，第十三張單曲『White Wolf』發售。
- 12月8日，在橫濱體育館舉行『MeseMoa.ホールツアー2023イルミラクル FINAL 〜Dear イルミィ From 9〜』，白服、Forgeru、Niban Senji、Nichan畢業。

### 2024年
- 1月25日，第十四張單曲『I’m sorry, I love you』發售。
- 4月2日，參加リアルアイドルプロジェクト並發行了單曲『トキメキUNITED』。
- 4/20起至7/16，舉行巡迴演唱會 「give me FIVE」
- 8月6日，第十五張單曲也是第一張全國流通的單曲『愛してる体感BABY』發售，獲得公信榜當日第1、週間第6的成績。
- 10月11日，第十六張單曲『Eyes On You』發售。
- 12/1起至1/9，舉行巡迴演唱會 「New Journey」

## 特徵

### 結成的契機
白服在與爆笑コメディアンズ共同主持的節目“星期五nico radio”的最後一集中收到了來自早安少女组的鈴木香音的影片訊息，希望他能夠翻跳《戀愛獵人》。伴隨強烈的哭聲，白服立下了「絕對會翻跳」的約定。白服邀請當時在NicoNico動畫上活躍的動畫投稿者們，組織起現在的成員（除Tomitake以外）的11人，以morning musumen.的名義投稿了「11個男人試著跳了早安少女組。的戀愛Hunter」，這就是原morning musumen.的结成原因。當初也只是作為一個會投稿翻跳早安少女組的舞蹈影片的翻跳組合morning musumen。來參加各類活動，在2013年的首次單獨公演後，開始了制作原創樂曲等的男子偶像團體活動。首次單獨公演的時候，出現了「以在中野太陽廣場公演作為目標」的發言，開展以「在早安家族的聖地——中野太陽廣場進行公演」為目標的連串活動。

### 自主營運
Musumen.結成時並未隸屬於任何事務所，長期獨立活動，而在已畢業成員Zeararu.創立株式會社DD後，以事務所的形式隸屬旗下。在此之前，CD的制作及發售、公演等所有活動都是自主策畫，是一隊完全自主營運活動的偶像組合。

### 早安御宅族集團
成員大多是早安家族的粉絲，是個早安御宅族集團。Musumen.官網中也有「早安中最喜歡的成員」一欄存在，在公演上也會翻跳和翻唱早安少女組以外的早安家族的歌曲。Musumen.組成之前，成員自身也有投稿過很多早安家族的翻跳作品，甚至浮躁王子的名字就是翻跳早安少女組的善變的公主演變而來。

### 動畫投稿網站出身
組合成員全員本身都是在niconico動畫上投稿的。到現在也是使用投稿網站上的名字而非本名進行活動。成員基本上不會公開本名、年齡等個人資料，不過也有成員公開了部份資料的情況。另外成員們在進行組合活動時也同時兼顧自身的工作或學業。但是，在2015年8月中野太陽廣場公演上，白服明確表明為了今後的偶像活動將會把重心轉移為「以Musumen.作為自己的工作」上去。

## 音樂作品

### 單曲
| #            | 發售日         | 名稱                                               |
| Musumen.名義 | Musumen.名義   | Musumen.名義                                       |
| ------------ | -------------- | -------------------------------------------------- |
| 1st          | 2013年4月27日  | War Cry～アイドル気取りで何が悪い～                |
| 2nd          | 2013年9月7日   | サマー☆ビーナス～真夏のアイドル～                  |
| 3rd          | 2014年1月4日   | たじたじ＊ファンタジー～君のアイドルになりたくて～ |
| 4th          | 2014年8月23日  | Honey Bee                                          |
| 5th          | 2015年1月2日   | Rabbit Jump!!                                      |
| 6th          | 2015年7月26日  | Chameleon Color                                    |
| 7th          | 2015年12月23日 | 灼熱！鬼ヶ島DANJI                                  |
| 8th          | 2016年8月6日   | 新鮮！竜宮城RENBO                                  |
| 9th          | 2017年1月7日   | 着陸！月面ZENBU                                    |
| MeseMoa.名義 |                |                                                    |
| 1st          | 2017年8月26日  | Muddy Water                                        |
| 2nd          | 2017年12月31日 | New Sunshine                                       |
| 3rd          | 2018年5月3日   | Flower Wind                                        |
| 4th          | 2018年8月25日  | 大逆転ディーラー                                   |
| 5th          | 2019年4月26日  | 平成パラダイムチェンジ                             |
| 6th          | 2019年10月4日  | 真逆の糸                                           |
| 7th          | 2020年2月28日  | 烏合之衆                                           |
| 8th          | 2020年11月27日 | アワアワ                                           |
| 9th          | 2021年11月7日  | 殺生石セッション                                   |
| 10th         | 2022年5月26日  | カラメテ                                           |
| 11th         | 2022年11月16日 | イイコノママデ                                     |
| 12th         | 2023年7月29日  | 銀河系クラシック                                   |
| 13th         | 2023年11月4日  | White Wolf                                         |
| 14th         | 2024年1月25日  | I’m sorry, I love you                              |
|              | 2024年4月2日   | トキメキUNITED                                     |
| 15th         | 2024年8月6日   | 愛してる体感BABY                                   |
| 16th         | 2024年10月11日 | Eyes On You                                        |

### 專輯
| #            | 發售日        | 名稱           |
| Musumen.名義 | Musumen.名義  | Musumen.名義   |
| ------------ | ------------- | -------------- |
| 1st          | 2014年4月26日 | Wonder Dream   |
| 2nd          | 2015年4月25日 | 2222           |
| 3rd          | 2016年4月2日  | Thanks!        |
| MeseMoa.名義 |               |                |
| 1st          | 2017年4月29日 | Secret         |
| 2nd          | 2019年1月29日 | It's Showtime! |
| 3rd          | 2021年2月12日 | Solo move      |
| 4th          | 2021年4月29日 | LOST NUMBER    |

## 演出

### 演唱會
| 2013年   |                                                    |                     |
| 日期     | 標題                                               | 地點                |
| 3月24日  | Musumen.單獨公演～假裝是偶像有什么不好！～         | 大阪 amHALL         |
| 4月29日  | Musumen.迷你單獨公演～in東京～                     | Birth 新宿          |
| 10月19日 | Musumen. 單獨演唱會2013秋冬 ～なりきりっ☆男子ING～ | 大阪 amHALL         |
| 11月3日  | Musumen. 單獨演唱會2013秋冬 ～なりきりっ☆男子ING～ | 福岡 BEAT STATION   |
| 12月7日  | Musumen. 單獨演唱會2013秋冬 ～なりきりっ☆男子ING～ | 名古屋 HOLIDAY NEXT |

| 2014年  |                                                                        |                         |
| 日期    | 標題                                                                   | 地點                    |
| 1月4日  | Musumen. 單獨演唱會2013秋冬 ～なりきりっ☆男子ING～                     | 新宿 BLAZE              |
| 6月14日 | Musumen. 全国巡迴演唱會2014 ～夏☆彡MEETING! 会いドル気取り真っ最chu♡～ | 東京 TSUTAYA O-Crest    |
| 7月5日  | Musumen. 全国巡迴演唱會2014 ～夏☆彡MEETING! 会いドル気取り真っ最chu♡～ | 静岡 Sunashubr          |
| 7月6日  | Musumen. 全国巡迴演唱會2014 ～夏☆彡MEETING! 会いドル気取り真っ最chu♡～ | 愛知 ElectricLadyLand   |
| 7月19日 | Musumen. 全国巡迴演唱會2014 ～夏☆彡MEETING! 会いドル気取り真っ最chu♡～ | 岡山 MO:GLA             |
| 7月20日 | Musumen. 全国巡迴演唱會2014 ～夏☆彡MEETING! 会いドル気取り真っ最chu♡～ | 大阪 amHALL             |
| 7月26日 | Musumen. 全国巡迴演唱會2014 ～夏☆彡MEETING! 会いドル気取り真っ最chu♡～ | 宮城 HooK SENDAI        |
| 7月27日 | Musumen. 全国巡迴演唱會2014 ～夏☆彡MEETING! 会いドル気取り真っ最chu♡～ | 栃木 宇都宮HELLO DOLLY  |
| 8月9日  | Musumen. 全国巡迴演唱會2014 ～夏☆彡MEETING! 会いドル気取り真っ最chu♡～ | 福岡 Aruaru YY劇場      |
| 8月10日 | Musumen. 全国巡迴演唱會2014 ～夏☆彡MEETING! 会いドル気取り真っ最chu♡～ | 広島 HIROSHIMA 4.14     |
| 8月23日 | Musumen. 全国巡迴演唱會2014 ～夏☆彡MEETING! 会いドル気取り真っ最chu♡～ | 東京 duo MUSIC EXCHANGE |
| 9月6日  | Musumen. 全国巡迴演唱會2014 ～夏☆彡MEETING! 会いドル気取り真っ最chu♡～ | 北海道 DUCE             |

| 2015年       |                                                                           |                                      |
| 日期         | 標題                                                                      | 地點                                 |
| 1月2日       | Musumen. 單獨演唱會 in Zepp DiverCity ～ほっぷ ステップ Zeeeeeeeeeepp!!～ | 東京 Zepp DiverCity 東京             |
| 5月16日/17日 | Musumen. 全国巡迴演唱會2015夏 ～ビーナス探知機きゅぴぴぴぴーん⤴⤴～        | 東京 多摩永山情報教育中心            |
| 5月24日      | Musumen. 全国巡迴演唱會2015夏 ～ビーナス探知機きゅぴぴぴぴーん⤴⤴～        | 愛知 Live Hall M.I.D                 |
| 5月30日      | Musumen. 全国巡迴演唱會2015夏 ～ビーナス探知機きゅぴぴぴぴーん⤴⤴～        | 富山 MAIRO                           |
| 6月6日       | Musumen. 全国巡迴演唱會2015夏 ～ビーナス探知機きゅぴぴぴぴーん⤴⤴～        | 沖縄 桜坂Central                     |
| 6月20日      | Musumen. 全国巡迴演唱會2015夏 ～ビーナス探知機きゅぴぴぴぴーん⤴⤴～        | 大阪 I Osaka                         |
| 6月27日      | Musumen. 全国巡迴演唱會2015夏 ～ビーナス探知機きゅぴぴぴぴーん⤴⤴～        | 茨城 水戸LIGHT HOUSE                 |
| 7月4日       | Musumen. 全国巡迴演唱會2015夏 ～ビーナス探知機きゅぴぴぴぴーん⤴⤴～        | 神奈川 F.A.D YOKOHAMA                |
| 7月5日       | Musumen. 全国巡迴演唱會2015夏 ～ビーナス探知機きゅぴぴぴぴーん⤴⤴～        | 埼玉 HEAVEN’S ROCKさいたま新都心     |
| 7月12日      | Musumen. 全国巡迴演唱會2015夏 ～ビーナス探知機きゅぴぴぴぴーん⤴⤴～        | 新潟 Live Hall GOLDEN PIGS RED STAGE |
| 7月18日      | Musumen. 全国巡迴演唱會2015夏 ～ビーナス探知機きゅぴぴぴぴーん⤴⤴～        | 福岡 BEAT STATION                    |
| 7月20日      | Musumen. 全国巡迴演唱會2015夏 ～ビーナス探知機きゅぴぴぴぴーん⤴⤴～        | 広島 Namiki Junction                 |
| 7月25日      | Musumen. 全国巡迴演唱會2015夏 ～ビーナス探知機きゅぴぴぴぴーん⤴⤴～        | 栃木 HEAVEN'S ROCK 宇都宮VJ-2        |
| 7月26日      | Musumen. 全国巡迴演唱會2015夏 ～ビーナス探知機きゅぴぴぴぴーん⤴⤴～        | 宮城 仙台CLUB JUNK BOX               |
| 8月1日       | Musumen. 全国巡迴演唱會2015夏 ～ビーナス探知機きゅぴぴぴぴーん⤴⤴～        | 静岡 LiveHouse浜松窓枠               |
| 8月16日      | Musumen. 全国巡迴演唱會2015夏 最終SP ～Dream of 2222～                    | 東京 中野太陽廣場                    |
| 12月23日     | Musumen. 感謝祭2015冬 ～Re:START～                                        | 神奈川 Harmony Hall 座間             |
| 12月27日     | Musumen. 感謝祭2015冬 ～Re:START～                                        | 大阪 Morinomiya Piloti Hall          |

| 2016年        |                                                       |                                   |
| 日期          | 標題                                                  | 地點                              |
| 4月9日        | Musumen. 全国47都道府県巡迴演唱會 〜Thanks!〜 第1弾   | 東京 ディファ有明                 |
| 5月3日        | Musumen. 全国47都道府県巡迴演唱會 〜Thanks!〜 第1弾   | 愛媛 松山Salon Kitty              |
| 5月4日        | Musumen. 全国47都道府県巡迴演唱會 〜Thanks!〜 第1弾   | 香川 高松MONSTER                  |
| 5月5日        | Musumen. 全国47都道府県巡迴演唱會 〜Thanks!〜 第1弾   | 岡山 CRAZYMAMA KINGDOM            |
| 5月7日        | Musumen. 全国47都道府県巡迴演唱會 〜Thanks!〜 第1弾   | 兵庫 神戸SLOPE                    |
| 5月8日        | Musumen. 全国47都道府県巡迴演唱會 〜Thanks!〜 第1弾   | 京都 京都FANJ                     |
| 5月21日       | Musumen. 全国47都道府県巡迴演唱會 〜Thanks!〜 第1弾   | 岐阜 club-G                       |
| 5月22日       | Musumen. 全国47都道府県巡迴演唱會 〜Thanks!〜 第1弾   | 静岡 SOUND SHOWER ARK             |
| 6月4日        | Musumen. 全国47都道府県巡迴演唱會 〜Thanks!〜 第2弾   | 福島 郡山Hip Shot Japan           |
| 6月5日        | Musumen. 全国47都道府県巡迴演唱會 〜Thanks!〜 第2弾   | 山形 山形ﾐｭｰｼﾞｯｸ昭和ｾｯｼｮﾝ         |
| 6月11日       | Musumen. 全国47都道府県巡迴演唱會 〜Thanks!〜 第2弾   | 石川 金沢EIGHT HALL               |
| 6月12日       | Musumen. 全国47都道府県巡迴演唱會 〜Thanks!〜 第2弾   | 長野 CLUB JUNK BOX                |
| 6月18日       | Musumen. 全国47都道府県巡迴演唱會 〜Thanks!〜 第2弾   | 佐賀 佐賀GEILS                    |
| 6月19日       | Musumen. 全国47都道府県巡迴演唱會 〜Thanks!〜 第2弾   | 長崎 DRUM Be-7                    |
| 7月2日        | Musumen. 全国47都道府県巡迴演唱會 〜Thanks!〜 第3弾   | 神奈川 横浜Bay Hall               |
| 7月3日        | Musumen. 全国47都道府県巡迴演唱會 〜Thanks!〜 第3弾   | 茨城 水戸LIGHT HOUSE              |
| 7月17日       | Musumen. 全国47都道府県巡迴演唱會 〜Thanks!〜 第3弾   | 青森 青森Quarter                  |
| 7月18日       | Musumen. 全国47都道府県巡迴演唱會 〜Thanks!〜 第3弾   | 宮城 仙台CLUB JUNK BOX            |
| 7月30日       | Musumen. 全国47都道府県巡迴演唱會 〜Thanks!〜 第3弾   | 山口 周南RISING HALL              |
| 7月31日       | Musumen. 全国47都道府県巡迴演唱會 〜Thanks!〜 第3弾   | 鳥取 米子AZTiC laughs             |
| 9月4日        | Musumen. 全国47都道府県巡迴演唱會 〜Thanks!〜 第4弾   | 北海道 札幌ペニーレーン24         |
| 9月17日       | Musumen. 全国47都道府県巡迴演唱會 〜Thanks!〜 第4弾   | 熊本 熊本B.9 V1                   |
| 9月18日       | Musumen. 全国47都道府県巡迴演唱會 〜Thanks!〜 第4弾   | 宮崎 宮崎WEATHER KING             |
| 9月19日       | Musumen. 全国47都道府県巡迴演唱會 〜Thanks!〜 第4弾   | 鹿児島 CAPARVO HALL               |
| 9月24日       | Musumen. 全国47都道府県巡迴演唱會 〜Thanks!〜 第4弾   | 徳島 club GRINDHOUSE              |
| 9月25日       | Musumen. 全国47都道府県巡迴演唱會 〜Thanks!〜 第4弾   | 高知 CARAVAN SARY                 |
| 8月11日       | Musumen. 全国47都道府県巡迴演唱會 〜Thanks!〜 第4.5弾 | 群馬 高崎clubFLEEZ                |
| 9月11日       | Musumen. 全国47都道府県巡迴演唱會 〜Thanks!〜 第4.5弾 | 埼玉 HEVEN'S ROCK 埼玉新都心 VJ-3 |
| 10月1日       | Musumen. 全国47都道府県巡迴演唱會 〜Thanks!〜 第5弾   | 三重 三重県総合文化会館小ホール   |
| 10月9日       | Musumen. 全国47都道府県巡迴演唱會 〜Thanks!〜 第5弾   | 愛知 SPADE BOX                    |
| 10月16日      | Musumen. 全国47都道府県巡迴演唱會 〜Thanks!〜 第5弾   | 富山 富山県高岡文化会館大ホール   |
| 10月22日      | Musumen. 全国47都道府県巡迴演唱會 〜Thanks!〜 第5弾   | 栃木 HEAVEN'S ROCK宇都宮VJ-2      |
| 10月29日      | Musumen. 全国47都道府県巡迴演唱會 〜Thanks!〜 第5弾   | 福岡 DRUM LOGOS                   |
| 10月30日      | Musumen. 全国47都道府県巡迴演唱會 〜Thanks!〜 第5弾   | 大分 DRUM Be-0                    |
| 11月6日       | Musumen. 全国47都道府県巡迴演唱會 〜Thanks!〜 第5弾   | 千葉 柏PALOOZA                    |
| 11月12日      | Musumen. 全国47都道府県巡迴演唱會 〜Thanks!〜 第5弾   | 沖縄 桜坂Central                  |
| 11月19日      | Musumen. 全国47都道府県巡迴演唱會 〜Thanks!〜 第5弾   | 福井 福井響のHAll                 |
| 12月2日/3日   | Musumen. 全国47都道府県巡迴演唱會 〜Thanks!〜 第6弾   | 山梨 甲府CONVICTION               |
| 12月10日      | Musumen. 全国47都道府県巡迴演唱會 〜Thanks!〜 第6弾   | 和歌山 和歌山SHELTER              |
| 12月11日      | Musumen. 全国47都道府県巡迴演唱會 〜Thanks!〜 第6弾   | 奈良 奈良NEVERLAND                |
| 12月17日      | Musumen. 全国47都道府県巡迴演唱會 〜Thanks!〜 第6弾   | 島根 松江Groove Machine           |
| 12月18日      | Musumen. 全国47都道府県巡迴演唱會 〜Thanks!〜 第6弾   | 広島 広島Club Quattro             |
| 12月23日      | Musumen. 全国47都道府県巡迴演唱會 〜Thanks!〜 第6弾   | 新潟 新潟LOTS                     |
| 12月24日      | Musumen. 全国47都道府県巡迴演唱會 〜Thanks!〜 第6弾   | 滋賀 滋賀U☆STONE                  |
| 12月25日/26日 | Musumen. 全国47都道府県巡迴演唱會 〜Thanks!〜 第6弾   | 大阪 OSAKA MUSE                   |

| 2017年   |                                                                |                                 |
| 日期     | 標題                                                           | 地點                            |
| 1月7日   | Musumen. 全国47都道府県巡迴演唱會 〜Thanks!〜 第6弾            | 秋田 秋田Club SWINDLE           |
| 1月8日   | Musumen. 全国47都道府県巡迴演唱會 〜Thanks!〜 第6弾            | 岩手 盛岡CLUB CHANGE WAVE       |
| 1月22日  | 全国47都道府県最終巡迴演唱會 Zeararu. 畢業 ～Special Thanks!～ | 東京 中野サンプラザ             |
| 5月3日   | MeseMoa.大廳演唱會 ～Musumen. 名前変えたってよ～               | 神奈川 Harmony Hall座間         |
| 5月5日   | MeseMoa.大廳演唱會 ～Musumen. 名前変えたってよ～               | 千葉 千葉市民会館大Hall         |
| 5月6日   | MeseMoa.大廳演唱會 ～Musumen. 名前変えたってよ～               | 埼玉 三郷文化会館               |
| 5月13日  | MeseMoa.大廳演唱會 ～Musumen. 名前変えたってよ～               | 福岡 福岡県立ももち文化中心     |
| 5月14日  | MeseMoa.大廳演唱會 ～Musumen. 名前変えたってよ～               | 熊本 熊本市植木文化Hall         |
| 5月21日  | MeseMoa.大廳演唱會 ～Musumen. 名前変えたってよ～               | 愛知 日本特殊陶業市民会館       |
| 6月17日  | MeseMoa.大廳演唱會 ～Musumen. 名前変えたってよ～               | 広島 JMS Aster Plaza (中Hall)   |
| 6月18日  | MeseMoa.大廳演唱會 ～Musumen. 名前変えたってよ～               | 岡山 岡山市立市民文化Hall       |
| 6月24日  | MeseMoa.大廳演唱會 ～Musumen. 名前変えたってよ～               | 香川 U Plaza Utaru Harmony Hall |
| 7月8日   | MeseMoa.大廳演唱會 ～Musumen. 名前変えたってよ～               | 北海道 共済ホール               |
| 7月15日  | MeseMoa.大廳演唱會 ～Musumen. 名前変えたってよ～               | 群馬 高崎市文化会館(大Hall)     |
| 7月16日  | MeseMoa.大廳演唱會 ～Musumen. 名前変えたってよ～               | 滋賀 草津市立草津Crea Hall      |
| 7月17日  | MeseMoa.大廳演唱會 ～Musumen. 名前変えたってよ～               | 京都 京都 Terrsa Hall           |
| 7月23日  | MeseMoa.大廳演唱會 ～Musumen. 名前変えたってよ～               | 東京 Sunpearl Arakawa(大Hall)   |
| 7月29日  | MeseMoa.大廳演唱會 ～Musumen. 名前変えたってよ～               | 長野 若里市民文化Hall           |
| 7月30日  | MeseMoa.大廳演唱會 ～Musumen. 名前変えたってよ～               | 新潟 新潟市民廣場               |
| 8月5日   | MeseMoa.大廳演唱會 ～Musumen. 名前変えたってよ～               | 静岡 御殿場市民会館(大Hall)     |
| 12月31日 | MseeMoa.跨年演唱會2017 ～Won！derful！！～                     | 大阪国際交流中心(大Hall)        |

| 2018年          |                                                  |                                      |
| 日期            | 標題                                             | 地點                                 |
| 5月3日～5日     | MeseMoa. 全国巡迴演唱會 2018 「Maze No.9」 第1弾 | 東京・SunPearl荒川                   |
| 5月12日         | MeseMoa. 全国巡迴演唱會 2018 「Maze No.9」 第1弾 | 佐賀・佐賀GEILS                      |
| 5月13日         | MeseMoa. 全国巡迴演唱會 2018 「Maze No.9」 第1弾 | 長崎・DRUM Be-7                      |
| 6月2日          | MeseMoa. 全国巡迴演唱會 2018 「Maze No.9」 第1弾 | 香川・高松MONSTER                    |
| 6月3日          | MeseMoa. 全国巡迴演唱會 2018 「Maze No.9」 第1弾 | 愛媛・松山WstudioRED                 |
| 6月9日～10日    | MeseMoa. 全国巡迴演唱會 2018 「Maze No.9」 第1弾 | 愛知・NAGOYA ReNY limited            |
| 6月16日         | MeseMoa. 全国巡迴演唱會 2018 「Maze No.9」 第1弾 | 福島・郡山HIPSHOT JAPAN              |
| 6月17日         | MeseMoa. 全国巡迴演唱會 2018 「Maze No.9」 第1弾 | 山形・MUSIC 昭和 Session             |
| 6月23日         | MeseMoa. 全国巡迴演唱會 2018 「Maze No.9」 第1弾 | 大分・DRUM Be-0                      |
| 6月24日         | MeseMoa. 全国巡迴演唱會 2018 「Maze No.9」 第1弾 | 福岡・DRUM Be-1                      |
| 6月30日～7月1日 | MeseMoa. 全国巡迴演唱會 2018 「Maze No.9」 第1弾 | 大阪・松下IMP Hall                   |
| 7月29日         | MeseMoa. 全国巡迴演唱會 2018 「Maze No.9」 第2弾 | 福井 響のHall                        |
| 8月11日         | MeseMoa. 全国巡迴演唱會 2018 「Maze No.9」 第2弾 | 奈川 横浜BayHall                     |
| 9月8日~9日      | MeseMoa. 全国巡迴演唱會 2018 「Maze No.9」 第2弾 | 埼玉 HEAVEN'S ROCKさいたま新都心VJ-3 |
| 9月22日~23日    | MeseMoa. 全国巡迴演唱會 2018 「Maze No.9」 第2弾 | 北海道 札幌PENNY LANE 24             |
| 9月29日~30日    | MeseMoa. 全国巡迴演唱會 2018 「Maze No.9」 第2弾 | 神奈川 LANDMARK HALL                 |
| 10月6日         | MeseMoa. 全国巡迴演唱會 2018 「Maze No.9」 第2弾 | 千葉 柏PALOOZA                       |
| 10月7~8日       | MeseMoa. 全国巡迴演唱會 2018 「Maze No.9」 第2弾 | 東京 吉祥寺CLUB SEATA                |
| 10月13日        | MeseMoa. 全国巡迴演唱會 2018 「Maze No.9」 第2弾 | 山口 周南RISING HALL                 |
| 10月14日        | MeseMoa. 全国巡迴演唱會 2018 「Maze No.9」 第2弾 | 広島 広島Club Quattro                |
| 10月20日        | MeseMoa. 全国巡迴演唱會 2018 「Maze No.9」 第2弾 | 長野 長野CLUB JUNK BOX               |
| 10月21日        | MeseMoa. 全国巡迴演唱會 2018 「Maze No.9」 第2弾 | 石川 金沢EIGHT HALL                  |
| 10月27日        | MeseMoa. 全国巡迴演唱會 2018 「Maze No.9」 第2弾 | 宮城 仙台Darwin                      |
| 10月28日        | MeseMoa. 全国巡迴演唱會 2018 「Maze No.9」 第2弾 | 青森 青森Quarter                     |
| 11月11日        | MeseMoa. 全国巡迴演唱會 2018 「Maze No.9」 第2弾 | 静岡 静岡SOUND SHOWER ARK            |
| 11月17日        | MeseMoa. 全国巡迴演唱會 2018 「Maze No.9」 第2弾 | 栃木 HEAVEN'S ROCK宇都宮VJ-2         |
| 11月18日        | MeseMoa. 全国巡迴演唱會 2018 「Maze No.9」 第2弾 | 群馬 高崎club FLEEZ                  |
| 11月22日~23日   | MeseMoa. 全国巡迴演唱會 2018 「Maze No.9」 第2弾 | 大阪 大阪BIG CAT                     |
| 11月24日        | MeseMoa. 全国巡迴演唱會 2018 「Maze No.9」 第2弾 | 滋賀 滋賀U☆STONE                     |
| 11月25日        | MeseMoa. 全国巡迴演唱會 2018 「Maze No.9」 第2弾 | 京都 京都FANJ                        |

| 2019年            |                                                   |                                      |
| 日期              | 標題                                              | 地點                                 |
| 5月25日/26日      | MeseMoa.全国巡迴演唱會2019 「Ch8～チャンネル8～」 | 大阪 森ノ宮 Piloti Hall              |
| 6月15日/16日      | MeseMoa.全国巡迴演唱會2019 「Ch8～チャンネル8～」 | 東京 大田区民中心 Aprico 大Hall      |
| 6月29日           | MeseMoa.全国巡迴演唱會2019 「Ch8～チャンネル8～」 | 広島 広島市安芸区民中心              |
| 7月5日~6日        | MeseMoa.全国巡迴演唱會2019 「Ch8～チャンネル8～」 | 北海道 共済Hall                      |
| 7月13日/14日 埼玉 | MeseMoa.全国巡迴演唱會2019 「Ch8～チャンネル8～」 | 和光市民文化中心 Sun Azalea 大Hall   |
| 7月20日/21日      | MeseMoa.全国巡迴演唱會2019 「Ch8～チャンネル8～」 | 静岡 御殿場市民文化中心 大Hall       |
| 8月4日            | MeseMoa.全国巡迴演唱會2019 「Ch8～チャンネル8～」 | 神奈川 橫濱國際平和會議場 国立大Hall |
| 11月1日/2日       | MeseMoa.LIVE TOUR 2019 「TIME TRAVEL.6」          | 鳥取 米子 AZTiC laughs               |
| 11月8日/9日       | MeseMoa.LIVE TOUR 2019 「TIME TRAVEL.6」          | 神奈川・横浜Bay Hall                 |
| 11月11日          | MeseMoa.LIVE TOUR 2019 「TIME TRAVEL.6」          | 宮崎・宮崎WETHER KING                |
| 11月12日/13日     | MeseMoa.LIVE TOUR 2019 「TIME TRAVEL.6」          | 鹿児島・鹿児島CAPARVOホール          |
| 11月18日/19日     | MeseMoa.LIVE TOUR 2019 「TIME TRAVEL.6」          | 香川・高松festhalle                  |
| 11月24日          | MeseMoa.LIVE TOUR 2019 「TIME TRAVEL.6」          | 秋田・秋田Club SWINDLE               |
| 11月25日          | MeseMoa.LIVE TOUR 2019 「TIME TRAVEL.6」          | 岩手・盛岡CLUB CHANGE WAVE           |
| 11月28日/29日     | MeseMoa.LIVE TOUR 2019 「TIME TRAVEL.6」          | 愛知・名古屋ReNY                     |
| 12月2日/3日       | MeseMoa.LIVE TOUR 2019 「TIME TRAVEL.6」          | 大阪・大阪BIG CAT                    |
| 12月6日/7日       | MeseMoa.LIVE TOUR 2019 「TIME TRAVEL.6」          | 京都・京都FAN J                      |

| 2020年  |                                         |            |
| 日期    | 標題                                    | 地點       |
| 6月27日 | MeseMoa.全国巡迴演唱會2020 「GALAXY.5」 | 線上演唱會 |
| 8月28日 | MeseMoa.全国巡迴演唱會2020 「GALAXY.5」 | 線上演唱會 |

| 2021年  |                                               |                                            |
| 日期    | 標題                                          | 地點                                       |
| 4月29日 | Continue ～強くてニューゲーム～ in 幕張メッセ | 幕張展覽館                                 |
| 8月24日 | MeseMoa.全国巡迴演唱會2021 「LOVE BLOOD」     | 福岡 福岡サンパレス ホテル＆ホール         |
| 8月29日 | MeseMoa.全国巡迴演唱會2021 「LOVE BLOOD」     | 宮城 仙台サンプラザホール                  |
| 8月31日 | MeseMoa.全国巡迴演唱會2021 「LOVE BLOOD」     | 愛知 日本特殊陶業市民会館 フォレストホール |
| 9月22日 | MeseMoa.全国巡迴演唱會2021 「LOVE BLOOD」     | 大阪 オリックス劇場                        |
| 9月24日 | MeseMoa.全国巡迴演唱會2021 「LOVE BLOOD」     | 東京 中野サンプラザ                        |

### 公演
| 日期                | 標題                                          | 地點                                        |
| ------------------- | --------------------------------------------- | ------------------------------------------- |
| 2017年10月8日～9日  | DD Party 2017～灼熱!DRAGON SHOW TIME～        | 埃尔加拉霍尔大厅(エルガーラホール 大ホール) |
| 2018年3月18日       | ANIMAN～春之宴2018～                          | 名鉄太田川駅前各所                          |
| 2018年4月15日       | ODOTTEMITA ANNIVERSARY～谢谢！Differ Ariake～ | Differ Ariake                               |
| 2018年5月19日～20日 | Dokomi2018                                    | 德國杜塞多夫                                |
| 2018年5月29日       | SELENE SUPER LIVE 2018 vol.1                  | 白金高輪SELENE STUDIO SELENE b2             |
| 2019年6月8日～9日   | Dokomi2019                                    | 德國杜塞多夫                                |

### 電視節目
| 日期                           | 電視台       | 標題                     | 參與成員                                        |
| ------------------------------ | ------------ | ------------------------ | ----------------------------------------------- |
| 2014年9月20日                  | NHKワンセグ2 | ワンセグ☆ふぁんみ        | 白服、二番煎じ、浮躁王子、野崎便當、Zeararu.    |
| 2014年10月28日                 | 東京電視台   | WORLD BUSINESS SATELLITE | 全員                                            |
| 2015年2月21日                  | NHKワンセグ2 | ワンセグ☆ふぁんみ        | 二番煎じ                                        |
| 2015年2月28日                  | 埼玉電視台   | ウタ娘                   | 白服、浮躁王子、AOI、Zeararu.、Tomitake         |
| 2015年3月1日                   | 埼玉電視台   | 執事アイドルプロジェクト | Zeararu.                                        |
| 2015年3月27日                  | 埼玉電視台   | ウタ娘                   | 白服、浮躁王子、AOI、Zeararu.、Tomitake         |
| 2015年5月31日                  | 埼玉電視台   | ウタ男子                 | 白服、浮躁王子、Zeararu.、Tomitake、Nokkuso     |
| 2015年6月26日                  | 朝日電視台   | ズームイン!!サタデー     | 全員                                            |
| 2015年10月3日                  | 埼玉電視台   | ウタ娘                   | 白服、浮躁王子、AOI、Zeararu.、Tomitake、Nichan |
| 2015年10月10日                 | 埼玉電視台   | ウタ娘                   | 白服、浮躁王子、AOI、Zeararu.、Tomitake、Nichan |
| 2015年10月4日〜2016年6月26日   | 埼玉電視台   | むすたま。               | 全員                                            |
| 2017年4月7日〜2018年9月25日    | 神奈川電視台 | 猫のひたいほどワイド     | AOI                                             |
| 2018年10月18日～2018年12月28日 | BS日視       | 妖怪！百鬼夜高等学校     | AOI                                             |

### 電影
| 日期          | 電影標題               | 角色     | 參與成員 |
| ------------- | ---------------------- | -------- | -------- |
| 2017年7月22日 | Sea Opening            | 川西雅也 | AOI      |
| 2018年7月28日 | イマジネーションゲーム | 加藤誠一 | 白服     |

### 動畫
| 日期                        | 電視台     | 動畫標題     | 角色              | 參與成員 |
| --------------------------- | ---------- | ------------ | ----------------- | -------- |
| 2016年10月8日〜2017年4月8日 | KBC電視台  | 戰國鳥獸戲畫 | 前田利家/本多忠勝 | AOI      |
| 2017年4月3日〜6月26日       | 東京電視台 | 世界の闇図鑑 | -                 | AOI      |

### 舞台劇
| No. | 日期                  | 標題                           | 角色                | 參與成員            |
| --- | --------------------- | ------------------------------ | ------------------- | ------------------- |
| 1   | 2015年3月25日～28日   | INNOCENT BOYS                  | Musumen.            | Musumen.            |
| 2   | 2017年4月12日～16日   | TRICKSTER～the STAGE～         | 山根たすく          | AOI                 |
| 4   | 2017年12月21日～26日  | CRY FOR THE MOON-月に捧げる唄- | MeseMoa.            | MeseMoa.            |
| 3   | 2018年2月22日～3月4日 | アンフェアな月                 | 藤田由人            | 野崎便當            |
| 4   | 2018年3月17日~25日    | 東海道四谷怪談                 | 白服・AOI・浮躁王子 | 白服・AOI・浮躁王子 |
| 5   | 2019年3月20日~25日    | Re-Trigger                     | Mesemoa.            | Zeararu.            |

## 廣播節目
- むすめん。ぜあらる。のお雑談RADIO(ぜあらる。主持，每週有一位成員登場)（2016年1月2日〜、FM-FUJI)
- ぜあらる。のお雑談RADIO Returns！（2017年4月7日〜、FM-FUJI)

## 廣告代言
- Google『Chromecast』網頁廣告 『夢中になろう。YouTube を、テレビへ。( むすめん。篇）』(とみたけ、あおい、二番煎じ）曲：BABYMETAL『ギミチョコ!!』[18]
- 『Chameleon Color』/「ウタ娘」EDテーマ（埼玉電視台）
- 「眠眠打破」網頁廣告

## 外部連結
- （日語）MeseMoa.官方網站 （页面存档备份，存于）
- （日語）MeseMoa.官方Twitter （页面存档备份，存于）
- （日語）MeseMoa.官方Youtube頻道 （页面存档备份，存于）
- （日語）MeseMoa.

Fan Club M＋
（页面存档备份，存于）
- （日語）MeseMoa.官方LINE部落格 （页面存档备份，存于）
  - NicoNico部落格 （页面存档备份，存于）（出道～2015年11月）ㆍAmeba部落格 （页面存档备份，存于）（2015年12月～2016年2月）
- （日語）MeseMoa.官方週邊商品網路商店 （页面存档备份，存于）
- （日語）MeseMoa.Musumen. niconico社群 （页面存档备份，存于）
- （日語）Musumen.Facebook （页面存档备份，存于）
- （日語）MeseMoa.成員Twitter
  - 白服 （页面存档备份，存于）ㆍAOI （页面存档备份，存于）ㆍ浮躁王子 （页面存档备份，存于）ㆍ野崎便當 （页面存档备份，存于）ㆍ二番煎じ （页面存档备份，存于）ㆍTomitake （页面存档备份，存于）ㆍForgeru （页面存档备份，存于）ㆍNichan （页面存档备份，存于）ㆍNokkuso （页面存档备份，存于）
- （日語）MeseMoa. Babies 官方網站